# コンスタンチン・サモヒン
コンスタンチン・ミハイロヴィチ・サモヒン（ロシア語: Константин Михайлович Самохин、1915年3月14日 - 1942年2月22日）は、ソビエト連邦の軍人。最終階級は親衛大尉。第二次世界大戦では敵戦車や自走砲など30両(一説によると79両)を撃破した戦車エースである。

## 経歴

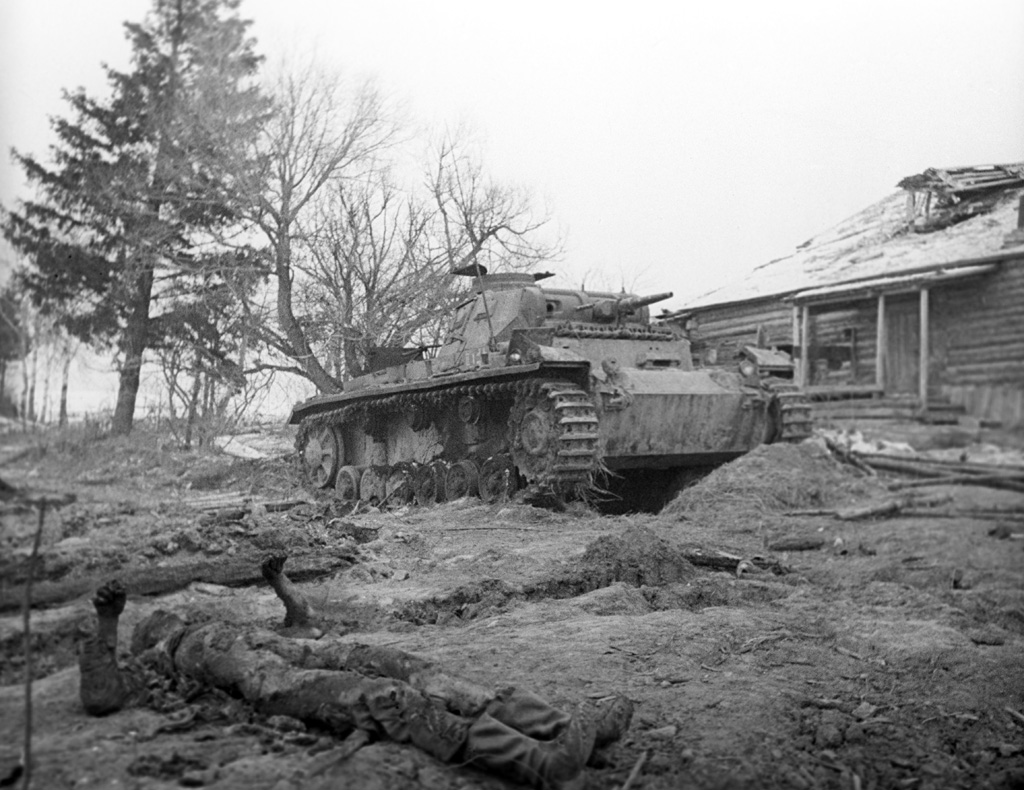
スキルマノヴォでの戦いで撃破されたドイツ戦車。

サモヒンは1915年3月14日にロシア帝国・ドン軍管州（現在のヴォルゴグラード州）に生まれた。キエフ戦車学校を卒業した後、1928年にコムソモールへ入団、1933年にはソビエト連邦共産党の党員となった。
赤軍に入隊したサモヒンは冬戦争へ従軍したが、1940年1月31日に重傷を負った。この時の負傷により、彼は5月20日に戦功記章を受けている。
独ソ戦が勃発すると、サモヒンはウクライナ・ソビエト社会主義共和国・イヴァーノ＝フランキーウシクにおいてドイツ国防軍と交戦した。当時彼は第15戦車師団に所属しており、快速戦車BT-7の車長として奮闘した。同僚にはソビエトのトップ戦車エース、ドミトリー・ラヴリネンコがおり、サモヒンとともに戦っている。1941年9月から10月まで第4戦車旅団第2戦車大隊の中隊長を務めた。その間、ムツェンスクやモスクワでの戦いで戦果を上げ続け、10月からは第2戦車大隊の大隊長を任されるようになった。これら一連の戦いで第4戦車旅団は第1親衛戦車旅団へと改称された。
1941年11月13日のスキルマノヴォを巡る戦いでサモヒンはT-34/76に搭乗し、戦車6両、対戦車砲3門、迫撃砲2門、大砲1門、機関銃陣地4か所、トーチカなど10か所を撃破する大きな戦果を上げた。20時間以上にも渡る戦闘であったため、彼の搭乗員は5回、弾薬補給に行っている。しかし前述の通り大きな戦果を上げたものの、彼も重傷を負った。12月27日にレーニン勲章を受章。
1941年12月には第1親衛戦車旅団は第8親衛自動車化狙撃師団とともにドイツへの反攻を行った。この時、防衛の左翼側にはソビエトの民兵によって構成された第18歩兵師団がいた。ドイツは第1親衛戦車旅団と第8親衛自動車化狙撃師団の背後に回ろうと画策し、第18歩兵師団に激しい攻撃を与え、これを突破し回り込もうとした。これによりナドヴラジュノなどの村が一時陥落した。サモヒン率いるT-34部隊がこれと交戦し、彼は戦車5両、自走砲6両、オートバイ50台などを撃破した。この戦いでドイツ軍は同士討ちなどで混乱し、結果としてサモヒンの部隊は無傷で帰還した。第1親衛戦車旅団の司令官を務めていたミハイル・カトゥコフは、1942年6月21日付けのコムソモリスカヤ・プラウダでこの戦いに言及している。
1941年12月にサモヒンは親衛上級中尉に昇進し、翌年2月22日には親衛大尉に進んだ。しかし、親衛大尉へ昇進したその日の夜、スモレンスク付近で戦死した。
2月19日から勃発していたスモレンスクでの戦いで、サモヒンは大隊長アレクサンドル・ブルダとともに防衛に当たっていた。22日、親衛大尉への昇進をカトゥコフに祝福され、その日の夜にドイツが占領している村の奪還に赴いた。ドイツとの戦いは非常に熾烈なものとなり、その戦いの最中、彼の搭乗する戦車が被弾した。車内で火災が発生し、彼を除く搭乗員は皆車内で焼け死んだが、彼はかろうじて車外に脱出することができた。しかし、彼もまた重度の火傷を負っており、間もなく死亡した。
僅か4か月半で30両もの戦車や自走砲を撃破したとされる。しかし他の統計などによると、戦車は79両、装甲車やトラックは50両以上撃破したとされることもある。
サモヒンは30両以上の戦車を撃破した戦車エースであるが、ソ連邦英雄称号の授与には至らなかった。これに関して、戦後サモヒンへの授与が議論されなかったことが要因として挙げられる。

## 叙勲
- レーニン勲章（1941年12月27日）[4]
- 赤旗勲章2回（1942年1月11日、不明）[4]
- 赤星勲章
- 勇敢記章（ロシア語版）[4]
- 戦功記章（英語版）[4]
- キエフ防衛記章（死後追贈）[4]
- モスクワ防衛記章（死後追贈）[4]